# Bageherpeton
Bageherpeton é um gênero extinto de Temnospondyli Archegosauridae, um anfíbio do final do período Permiano do Rio Grande do Sul, Brasil. Foi encontrado na Formação Rio do Rasto e recebeu este nome em homenagem a cidade de Bagé, onde foi localizado.
Foi descrito por um maxilar inferior parcialmente preservado encontrado.
Generic name - Bageherpeton derives from the name of the Bagé city and herpeton, from Greek language meaning, animal that moves crawling.
Specific name - B. longignathus in relation to the elongated lower jaw, from the Latin, longi = long and from the Greek, gnathus = jaw.